# Jürgen Uwe Ohlau
Jürgen Uwe Ohlau (* 24. März 1940 in Emmendingen; † 21. Dezember 2015) war ein deutscher Germanist und Historiker.

## Leben
Ohlau absolvierte an der Friedrich-Alexander-Universität Erlangen-Nürnberg  ein Lehramtsstudium in Germanistik, Geschichte und Geographie. Mit einer Dissertation über den Haushalt der Reichsstadt Rothenburg ob der Tauber zwischen 1350 und 1450 wurde er 1965 in mittelalterlicher Geschichte zum Dr. phil. promoviert.
Schon während seines Studiums arbeitete Ohlau für das Goethe-Institut als Lektor in Skandinavien. Direkt nach dem Studium wurde er dort dauerhaft angestellt. Für das Kulturinstitut war er in Schweden (1964/1965), Indien (Hyderabad und Kalkutta; 1965–1975), Kairo (1975–1980), München (1980–1985) und New York (1985–1991) tätig und stieg zum leitenden Mitarbeiter auf.
1991 ging Ohlau nach Dresden und baute die Kulturstiftung des Freistaates Sachsen auf, deren Leiter er bis zu seinem Ruhestand im Jahr 2003 war. Von April 2009 bis Juli 2013 war er Präsident des Sächsischen Kultursenats. Außerdem war er von 2005 bis 2013 Mitglied des Aufsichtsrats der Schaubühne Lindenfels gAG in Leipzig und saß im Stiftungsrat der Bürgerstiftung Dresden sowie im Kuratorium der Daetz-Stiftung Lichtenstein. In Dresden war er Vorsitzender des Neuen Sächsischen Kunstvereins e. V. und der Thieme Stiftung zur Förderung von Künstlern. Zusammen mit Udo Zimmermann war er maßgeblich daran beteiligt, das Festspielhaus Hellerau zum HELLERAU – Europäisches Zentrum der Künste Dresden zu profilieren. Von 2013 bis 2015 war er künstlerischer Berater der 7. Sächsischen Landesgartenschau in Oelsnitz/Erzgeb. und bis zu seinem Tod Kuratoriumsmitglied des Musikfestes Erzgebirge.

## Auszeichnungen
Für sein kulturelles Engagement erhielt Jürgen Uwe Ohlau am 1. März 2012 den Sächsischen Verdienstorden.